# Włodzimierz
Włodzimierz [vwɔˈd͡ʑimjɛʂ] ist ein männlicher Vorname. Er ist die polnische Variante des Vornamens Wladimir.

## Bekannte Namensträger
- Włodzimierz Borodziej (1956–2021), polnischer Historiker
- Włodzimierz Cimoszewicz (* 1950), polnischer Politiker und Jurist
- Włodzimierz Ciołek (* 1956), polnischer Fußballspieler
- Włodzimierz Czacki (1834–1888), Kardinal der Römisch-katholischen Kirche
- Włodzimierz Czarzasty (* 1960), polnischer Politiker
- Włodzimierz Dworzaczek (1905–1988), polnischer Historiker
- Włodzimierz Jasiński (1873–1965), polnischer römisch-katholischer Bischof
- Włodzimierz Jastrzębski (1939–2024), polnischer Historiker
- Włodzimierz Juszczak (* 1957), polnischer Bischof der Ukrainischen Griechisch-Katholischen Kirche
- Włodzimierz Kiniorski (* 1952), polnischer Jazzmusiker
- Włodzimierz Korcz (* 1943), polnischer Komponist
- Włodzimierz Kotowski (* 1928), polnischer Hochschulprofessor und Ingenieur
- Włodzimierz Kotoński (1925–2014), polnischer Komponist
- Włodzimierz Krygier (1900–1975), polnischer Eishockey- und Fußballspieler
- Włodzimierz Łoś (1849–1888), polnischer Maler
- Włodzimierz Lubański (* 1947), polnischer Fußballspieler
- Włodzimierz Łuskina (1849–1894), polnischer Ingenieur, Maler und Schriftsteller
- Włodzimierz Mazur (1954–1988), polnischer Fußballspieler
- Włodzimierz Mlak (1931–1994), polnischer Mathematiker
- Włodzimierz Nahorny (* 1941), polnischer Altsaxophonist und Pianist des Modern Jazz
- Włodzimierz Nowak (* 1958), polnischer Reporter, Journalist und Autor
- Włodzimierz Nykiel (* 1951), polnischer Rechtswissenschaftler
- Włodzimierz Odojewski (1930–2016), polnischer Schriftsteller
- Włodzimierz Ormicki (1905–1974), polnischer Dirigent, Opernintendant und Komponist
- Włodzimierz Pawlik (* 1958), polnischer Jazz-Pianist und Komponist
- Włodzimierz Potasiński (1956–2010), polnischer Divisionsgeneral
- Włodzimierz Schmidt (1943–2023), polnischer Schachmeister
- Włodzimierz Smolarek (1957–2012), polnischer Fußballspieler
- Włodzimierz Spasowicz (1829–1906), polnischer Rechtswissenschaftler, Strafverteidiger und Literaturhistoriker
- Włodzimierz Stożek (1883–1941), polnischer Mathematiker
- Włodzimierz Szembek (1883–1942), polnischer Ordenspriester
- Włodzimierz Szymański (1936–2015), polnischer Jazzmusiker, Komponist, Multiinstrumentalist und Vokalist
- Włodzimierz Terlikowski (1873–1951), polnischer Maler der École de Paris
- Włodzimierz Tetmajer (1861–1923), polnischer Maler und Politiker
- Włodzimierz Trzebiatowski (1906–1982), polnischer Chemiker
- Włodzimierz Zawadzki (* 1967), polnischer Ringer
- Włodzimierz Zieliński (* 1955), polnischer Handballspieler